# Xanthopimpla incompleta
Xanthopimpla incompleta är en stekelart som beskrevs av Krieger 1915. Xanthopimpla incompleta ingår i släktet Xanthopimpla och familjen brokparasitsteklar. Inga underarter finns listade i Catalogue of Life.